# Nuria Fernández
Nuria Fernández Domínguez (ur. 16 sierpnia 1976 w Lucernie) – hiszpańska lekkoatletka, biegaczka średniodystansowa, dwukrotna mistrzyni Europy, srebrna medalistka halowych mistrzostw Europy.
Zwyciężczyni biegu na 1500 m podczas mistrzostw Europy w Barcelonie (2010), co jest jej największym dotychczasowym osiągnięciem sportowym.
Trzykrotnie startowała w igrzyskach olimpijskich (2000, 2004 i 2012). Za każdym razem kończyła swój udział w biegach półfinałowych. W 2009 roku na mistrzostwach świata w Berlinie zajęła 4. miejsce w finałowym biegu na 1500 m.

## Osiągnięcia
| Rok  | Zawody                                    | Miejsce      | Wynik               | Konkurencja                 | Czas     |
| ---- | ----------------------------------------- | ------------ | ------------------- | --------------------------- | -------- |
| 2005 | Igrzyska śródziemnomorskie                | Almería      | 3. miejsce          | bieg na 1500 m              | 4:11,20  |
| 2009 | Drużynowe mistrzostwa Europy              | Leiria       | 2. miejsce          | bieg na 1500 m              | 4:08,00  |
| 2009 | Mistrzostwa świata                        | Berlin       | 4. miejsce          | bieg na 1500 m              | 4:04,91  |
| 2009 | Mistrzostwa Europy w biegach przełajowych | Dublin       | 3. miejsce          | drużyna seniorek (8,018 km) | 29:13    |
| 2010 | Mistrzostwa ibero-amerykańskie            | San Fernando | 1. miejsce          | bieg na 1500 m              | 4:05,71  |
| 2010 | Mistrzostwa Europy                        | Barcelona    | 1. miejsce          | bieg na 1500 m              | 4:02,20  |
| 2010 | Mistrzostwa Europy w biegach przełajowych | Albufeira    | 16. miejsce         | bieg seniorek               | 27:57    |
| 2010 | Mistrzostwa Europy w biegach przełajowych | Albufeira    | 3. miejsce          | drużyna seniorek            |          |
| 2011 | Halowe mistrzostwa Europy                 | Paryż        | 2. miejsce          | bieg na 1500 m              | 4:14,04  |
| 2012 | Mistrzostwa Europy                        | Helsinki     | 1. miejsce          | bieg na 1500 m              | 4:08,80  |
| 2014 | Mistrzostwa Europy                        | Zurych       | 5. miejsce          | bieg na 5000 m              | 15:35,59 |
| 2017 | Halowe mistrzostwa Europy                 | Belgrad      | 10. miejsce         | bieg na 3000 m              | 9:05,17  |
| 2017 | Superliga drużynowych mistrzostw Europy   | Lille        | bieg na 3000 metrów | 5. miejsce                  | 9:03,40  |

## Rekordy życiowe
- bieg na 800 metrów – 2:00,35 (2008)
- bieg na 1500 metrów – 4:00,12 (2010)
- bieg na milę – 4:21,13 (2008)
- bieg na 3000 metrów – 8:38,05 (2010)
- bieg na 1500 metrów (hala) – 4:01,77 (2009) rekord Hiszpanii
- bieg na 3000 metrów (hala) – 8:49,49 (2009)